# RealFlow
RealFlow és una eina de simulació de fluids en 3D, desenvolupat per Next Limit Technologies a Madrid, Espanya. Aquest software pot ser utilitzat sol o en conjunt amb altres aplicacions 3D, superfícies d'aigua, interacció de fluids amb sòlids, cossos rígids, malles i cossos tous. En 2008, Next Limit Technologies va ser guardonat amb el Premi a l'Assoliment Tècnic per l'Acadèmia de les Arts i les Ciències pel desenvolupament del software RealFlow i la seva contribució a la producció de pel·lícules. En 2015, Next Limit Technologies van anunciar el llançament de RealFlow Core per Cinema 4D.

## Visió general
La tecnologia RealFlow utilitza simulacions basades en partícules. Aquestes partícules poden ser influenciades de diverses maneres pels nodes basats en punts (daemons) que permet generar diversos efectes tals com simular la gravetat o recrear un moviment de vòrtex com d'un tornado. RealFlow també pot simular col·lisions i interaccions de cos tou i rígid. La inclusió de seqüències de comandaments Python i C ++ permet als usuaris programar les seves pròpies eines per millorar les capacitats de RealFlow, atorgant més capacitat de control en la majoria d'aspectes del treball amb aquesta eina, incloent carreres per lots, esdeveniments, daemons, ones i fluids.
El RealFlow RenderKit (RFRK) és un conjunt d'eines dissenyades per facilitar la prestació de fluids. El RFRK permet la generació de la geometria de procediment en temps de render (renderització) i la prestació de partícules de fluid individuals. Amb aquesta interfície, els fluids poden fer-se també en forma d'escuma i de polvorització.
El 30 de juliol de 2015 Realflow 2015 va ser llançat al públic. Les principals característiques d'aquest important llançament inclouen:
- Un augment en la qualitat de les simulacions.
- Noves solucions DYVERSO i acceleració GPU
- Funció de representació directa per mitjà de Maxwell Render ™.
- Interfície d'usuari millorada
- Més opcions de control: nous nodes splines, eines de text, serveis falloff, serveis de corona i els fulls de càlcul
- La ràpida velocitat de malla de l'OpenVDB augmenten els temps de simulació en 10x.

## Plug-ins
Plug-ins de connectivitat
- 3ds Max

| Versió | Windows 32 | Windows 64 | OS X 32 | OS X 64 | Linux 32 | Linux 64 |
| ------ | ---------- | ---------- | ------- | ------- | -------- | -------- |
| 2013   | No         | Sí         | -       | -       | -        | -        |
| 2014   | No         | Sí         | -       | -       | -        | -        |
| 2015   | No         | Sí         | -       | -       | -        | -        |

- Cinema 4D

| Versió | Windows 32 | Windows 64 | OS X 32 | OS X 64 | Linux 32 | Linux 64 |
| ------ | ---------- | ---------- | ------- | ------- | -------- | -------- |
| R13    | Sí         | Sí         | No      | Sí      | -        | -        |
| R14    | Sí         | Sí         | No      | Sí      | -        | -        |
| R15    | Sí         | Sí         | No      | Sí      | -        | -        |

- Houdini (Lots de producció)

| Versió      | Windows 32 | Windows 64 | OS X 32 | OS X 64 | Linux 32 | Linux 64 |
| ----------- | ---------- | ---------- | ------- | ------- | -------- | -------- |
| 13.0376     | Sí         | Sí         | No      | Sí      | Sí       | Sí       |
| 14.0.201.13 | No         | Sí         | No      | Sí      | No       | Sí       |

- Lightwave

| Versió | Windows 32 | Windows 64 | OS X 32 | OS X 64 | Linux 32 | Linux 64 |
| ------ | ---------- | ---------- | ------- | ------- | -------- | -------- |
| 11     | Sí         | Sí         | No      | Sí      | -        | -        |
| 11.5   | Sí         | Sí         | No      | Sí      | -        | -        |
| 11.6.3 | Sí         | Sí         | No      | Sí      | -        | -        |

- Maya

| Versió           | Windows 32 | Windows 64 | OS X 32 | OS X 64 | Linux 32 | Linux 64 |
| ---------------- | ---------- | ---------- | ------- | ------- | -------- | -------- |
| 2008             | Sí         | Sí         | Sí      | Sí      | Sí       | Sí       |
| 2009             | Sí         | Sí         | Sí      | Sí      | No       | Sí       |
| 2010/2011/2011.5 | Sí         | Sí         | Sí      | Sí      | No       | Sí       |
| 2012             | Sí         | Sí         | Sí      | Sí      | No       | Sí       |
| 2013/2013.5      | -          | Sí         | -       | Sí      | No       | Sí       |
| 2014             | -          | Sí         | -       | Sí      | -        | Sí       |
| 2015             | Sí         | Sí         | No      | Sí      | Sí       | Sí       |

- XSI

| Versió    | Windows 32 | Windows 64 | OS X 32 | OS X 64 | Linux 32 | Linux 64 |
| --------- | ---------- | ---------- | ------- | ------- | -------- | -------- |
| 2011      | Sí         | Sí         | -       | -       | Sí       | Sí       |
| 2012/2013 | Sí         | Sí         | -       | -       | Sí       | Sí       |
| 2014      | -          | Sí         | -       | -       | -        | Sí       |
| 2015      | -          | Sí         | -       | -       | -        | Sí       |

Desenvolupadors de plug-ins de tercers
Next Limit inclou tres plug-ins de tercers per a IoSim, V-Motion i Wet Work.

## Historial de versions
| 1998 | RealFlow 1.0 RealWave 1.0 RealFlow 1.2 |
| 1999 | RealFlow 1.3                           |
| 2000 | RealWave 2.0                           |
| 2001 | RealFlow 2.0                           |
| 2002 | RealFlow 2.5                           |
| 2004 | RealFlow 3.0                           |
| 2006 | RealFlow 4.0                           |
| 2010 | RealFlow 5.0                           |
| 2012 | RealFlow 2012                          |
| 2013 | RealFlow 2013                          |
| 2014 | RealFlow 2014                          |
| 2015 | RealFlow 2015                          |
| 2016 | RealFlow 10 RealFlow per Cinema4D      |

## Característiques

### RealFlow
- Solucions a base de partícules (líquid, gas, elàstic i partícules)
- Interacció bitmaps
- Comportament de partícules personalitzat
- Dades UV i mapes de pes
- Mapeig de textura d'UV
- Generador automàtic de malles
- Camps de força
- Python / C++ plugins
- Funció de representació directa
- OpenVDB Engranant

### Híbrid
- Tecnologia híbrida de solvents fluids per simular grans masses d'aigua amb efectes secundaris, com esquitxades, escuma i boira

### Caronte
- Solucionas de la dinàmica del cos rígida/suau
- Barreja d'animació i dinàmica

### RealWave
- Superfícies d'aigua amb una precisió física

### Python scripting / C++ plugins
- Serveis
- Ones
- Fluids
- Esdeveniments
- Curses de lot

### Dyverso Solvers
- Acceleració dràstica en simulacions
- Malles llises en capes

## Ús dins indústria
Pel·lícules

- Watchmen
- El curiós cas de Benjamin Button
- Sweeney Todd: el barber diabòlic del carrer Fleet (pel·lícula)
- National Treasure: Books of Secrets
- City of Emeber: A la recerca de la llum
- Meet the Robinsons
- 300
- Primeval
- Poseidon
- The Guardian
- Ice Age 2: El desglaç
- X-Men: La decisió final
- Slither
- El codi Da Vinci (pel·lícula)
- Chicken Little
- Robots (pel·lícula)
- Els Increïbles
- Constantine
- Charlie i la Fàbrica de Xocolata
- El Matricial Reloaded
- La Lliga de Senyors Extraordinaris
- Spy Kids 3D
- El Senyor dels Anells: El Retorn del Rei
- Freddy vs. Jason
- Informe de minoria
- Final Fantasy: The Spirits Within
- Ice Age: L'edat de gel
- Lara Croft: Tomb Raider
- Lost in Space
- Pompeii (Pel·lícula)
- Jack Ryan: Shadow Recruit
- El Gran Gatsby (pel·lícula 2013)
- La Noia amb el Drac Tattoo
- El Avengers
- Looper (Pel·lícula)
- The Impossible
- Resident Evil: Retribution
- Dredd
- Ice Age 4: La formació dels continents
- Pirates!
- The Lorax

Sèries de televisió
- CSI
- Lost
- Get Ed
- Roma
- U2/Green Day video clip: "The Saints are Coming"

Anuncis
- Kraft Macaroni & Cheese
- Canal de descoberta
- Coca-Cola
- Harpic
- Amp'd Mobile
- Strathmore Water
- Cinnamon Toast Crunch
- Nissan GT-R
- Bacardi
- Nickelodeon
- Mercedes
- Sony Ericsson
- Renault Laguna
- Nescafe Nespresso
- Kellogg's Frosties
- Chase Bank
- Guinness
- Heineken
- Magnífic Marnier
- Ariel (detergent)
- Biotherm
- Vichy
- Nescafe
- Pontiac
- Gatorade
- Carlsberg
- Telia Xpress/Motorola
- Martini
- BMW
- Land Rover[7]
- Disney's World of Color[8]

Videojocs
- Ryse: Son of Rome
- Crysis 2
- Uncharted 3: l'engany de Drake
- God of War: Ascensió
- X-Men Origins: Wolverine (videojoc)
- Mass Effect 3